# Miss Cecoslovacchia
Miss Cecoslovacchia (Miss Československo) era un concorso di bellezza nazionale per le donne non sposate della Cecoslovacchia. Le origini del concorso risalgono a prima della seconda guerra mondiale e già in quel periodo le vincitrici avevano la possibilità di prendere parte alle selezioni per Miss Europa e Miss Universo.
Il concorso fu interrotto a lungo per via della guerra mondiale, e per via del successivo avvento del regime comunista, salvo essere ripreso brevemente dal 1966 al 1970, più o meno in concomitanza al periodo che storicamente viene indicato come primavera di Praga. Il concorso verrà ripreso con regolarità soltanto a partire dal 1989.
Dopo la spartizione del paese in Repubblica Ceca e Repubblica Slovacca nel 1993, il concorso sparì, tranne un'unica edizione del 1993 del concorso "comune" intitolato Miss Slovacchia e Cecoslovacchia.

## Albo d'oro
| Anno | Vincitrice                                           |
| ---- | ---------------------------------------------------- |
| 1930 | Milada Dostolová                                     |
| 1935 | Trude Böhm                                           |
| 1966 | Dagmar Silvínová                                     |
| 1967 | Alžběta Štrkulová                                    |
| 1968 | Jarmila Teplanová                                    |
| 1970 | Miroslava Jančíková                                  |
| 1989 | Ivana Christová                                      |
| 1990 | Renata Gorecká                                       |
| 1991 | Michaela Maláčová                                    |
| 1992 | Pavlína Baburková                                    |
| 1993 | Silvia Lakatošová (Miss Slovacchia e Cecoslovacchia) |